# オスカル・タバレス
オスカル・ワシントン・タバレス・シルバ（Óscar Wáshington Tabárez Silva, 1947年3月3日 - ）は、ウルグアイの首都モンテビデオ出身の元サッカー選手、現サッカー指導者。現役時代のポジションはディフェンダー。2006年から2021年までウルグアイ代表の監督を務めた。
かつて小学校で教師をしていたことから、マエストロ（先生）の愛称で親しまれている。チェ・ゲバラの教えの信奉者であると公言しており、タバレスの娘の名前はゲバラの最後の配偶者の名前に由来している。彼はギランバレー症候群と診断されており、2018 FIFAワールドカップの際には杖を用いた。

## 経歴

### 選手時代
スド・アメリカ、スポルティーボ・イタリアーノ (アルゼンチン)、モンテビデオ・ワンダラーズ、フェニックス、プエブラ（メキシコ）、ベジャ・ビスタで計12年間プレーし、32歳で現役引退した。

### 指導者時代
現役引退から1年後の1980年、ベジャ・ビスタの監督に就任した。翌年にはU-20ウルグアイ代表監督に就任し、その後は母国ダヌービオFCやモンテビデオ・ワンダラーズFCなどの監督を務めた。1987年にはペニャロール監督に就任し、同年のコパ・リベルタドーレス1987では決勝でアメリカ・デ・カリを破って優勝した。
1988年にはウルグアイ代表監督に就任し、イタリアで開催された1990 FIFAワールドカップではウルグアイを決勝トーナメントに導いた。決勝トーナメント1回戦で開催国イタリアに敗れた。1991年にはアルゼンチンのボカ・ジュニアーズ監督に就任し、アペルトゥーラ1992でプリメーラ・ディビシオンを制した。
1994年にはイタリアに渡り、セリエAのカリアリ監督に就任した。1994-95シーズンにカリアリをリーグ戦9位に導くと、ACミランの監督に抜擢されたが、スーペルコッパ・イタリアーナではフィオレンティーナに敗れた。サン・シーロで行われたリーグ戦でピアチェンツァに敗れて順位を11位に落としたことで解任され、アリゴ・サッキ監督と交代した。
1997年にはスペインのレアル・オビエド監督に就任したが、1997-98シーズンは残留争いに巻き込まれ、ラス・パルマスとの昇降格プレーオフに2試合合計4-3で勝利してかろうじてプリメーラ・ディビシオン（1部）残留を決めた。その後は再びセリエAのカリアリ監督に就任したが、4試合で1分3敗と1勝もできずに解任された。南米大陸に戻り、アルゼンチンのベレス・サルスフィエルドとボカ・ジュニアーズで計2年間指揮を執った後、2002年から2006年まで指導者としての職を離れた。

#### 2度目のウルグアイ代表
2006年夏、2006 FIFAワールドカップ本大会出場を逃したウルグアイ代表監督に就任した。ベネズエラで開催されたコパ・アメリカ2007が初めての主要国際大会となり、ウルグアイは4位となった。2010 FIFAワールドカップ・南米予選では6勝6分6敗の勝ち点24で5位となり、北中米カリブ海予選で4位となったコスタリカとの大陸間プレーオフに回ったが、2戦合計2-1で勝利して本大会出場権を得た。南アフリカで開催された2010 FIFAワールドカップ本大会では開催国の南アフリカ、フランス、メキシコと同組となった。初戦のフランス戦では守備的な戦術を採用し、スコアレスドローに終わったが、2戦目の南アフリカ戦は3-0で快勝し、グループ首位で迎えた最終戦のメキシコ戦はカウンターからの得点で1-0と勝利した。3試合を無失点に抑えて勝ち点7を挙げ、1990 FIFAワールドカップ以来となる決勝トーナメント進出を果たした。決勝トーナメント1回戦では韓国に2-1で勝利し、準々決勝ではPK戦の末にガーナに勝利した。5試合で2点しか許さない堅守を武器に、40年ぶりに準決勝に到達したが、準決勝ではオランダに2-3で敗れて3位決定戦に回った。3位決定戦は1970 FIFAワールドカップと同じ顔合わせ（1970年大会時は西ドイツ）となり、ドイツに2-3で敗れて4位となった。
2011年1月には南米年間最優秀監督賞を受賞した。同年にアルゼンチンで開催されたコパ・アメリカ2011では、ウルグアイを史上最多15回目の優勝に導いた。優勝が決まるまでに3勝3分と厳しい戦いが続いたが、6試合で3失点しか許さなかった。同年のFIFAバロンドールでは世界最優秀監督賞にノミネートされ、7.47%の得票を得て5位に選出された。

## タイトル

### 指導者

#### クラブ
CAペニャロール
- コパ・リベルタドーレス : 1987

ボカ・ジュニアーズ
- プリメーラ・ディビシオン : 1992-93A
- コパ・マステル・デ・スーペルコパ : 1992

#### 代表
ウルグアイ代表
- パンアメリカン競技大会 : 1983
- コパ・アメリカ : 2011

#### 個人
- 南米年間最優秀監督賞 : 2010, 2011
- FIFAバロンドール 最優秀監督賞 5位 : 2011